# Langenwaldschanze
Il Langenwaldschanze (letteralmente, in tedesco: "trampolino Langenwald") è un trampolino situato a Schonach im Schwarzwald, in Germania.

## Storia
Aperto nel 1924 e più volte ristrutturato, l'impianto ha ospitato i Campionati mondiali juniores di sci nordico nel 1981 e nel 2002, oltre a numerose tappe della Coppa del Mondo di combinata nordica e della Coppa Continentale di salto con gli sci.

## Caratteristiche
Il trampolino ha il punto K a 95 m; il primato di distanza appartiene al giapponese Akito Watabe (108 m nel 2016); il primato femminile (98 m) è stato stabilito dalla norvegese Anette Sagen nel 2013.